# Cicvare (żupania szybenicko-knińska)
Cicvare – wieś w Chorwacji, w żupanii szybenicko-knińskiej, w mieście Skradin. W 2011 roku liczyła 18 mieszkańców.